# Ferdinando Minoia
Ferdinando "Nando" Minoia, född 2 juni 1884 i Milano, död 28 juni 1940 i Milano, var en italiensk racerförare. 
Minoia hade en lång och framgångsrik karriär inom bilsporten. Han är mest känd för att ha blivit europamästare i Grand Prix-racing 1931 utan att ha vunnit något lopp under säsongen.